# Histoire du terme Wallon
Vous lisez un « article de qualité » labellisé en 2008.
L'histoire du terme Wallon et de ses dérivés commence avec l'ancien mot germanique walh, qui désigne en général les populations de langues celtiques ou romanes avec lesquelles les Germains avaient des contacts, mais la forme primitive de son étymon initial, ainsi que son origine exacte dans la langue française n'ont pas été clairement établies. Il pourrait trouver sa source dans le latin médiéval après l'emprunt lexical au vieux-francique. Il est également possible qu'il soit issu, par changement de suffixe, de wallec, « langue d'oïl parlée dans les Pays-Bas ». Il faut attendre le XVe siècle pour voir apparaître le mot wallon, tel quel, dans les Mémoires du chroniqueur médiéval Jean de Haynin. La portée sémantique de Wallon et de ses dérivés, tel que le toponyme Wallonie, s'est réduite avec le temps pour devenir un endonyme et se réduit encore de nos jours.
Cette histoire lexicologique a été étudiée essentiellement dans les cercles intellectuels du mouvement wallon. Le principal ouvrage sur ce sujet est l'Histoire des mots Wallon et Wallonie d'Albert Henry, qui selon Jean-Pol Demacq montre la volonté des Wallons de « trouver la réponse à leurs questionnements, à l'itinéraire sinueux et tellement actuel de la recherche de [leur] identité wallonne ».

## Histoire du termeWallon

### Origines germaniques et emprunt latin
Les premières mentions proches du mot français Wallon qui nous sont parvenues sont latines, et parlent clairement de son origine germanique : 
« Igitur primus Adelardus nativam linguam non habuit Theutonicam, sed quam corrupte nominant Romanam, Theutonice Walonicam (Quant au premier Adélard, sa langue maternelle ne fut pas le germanique, mais celle que, en usant d'une dénomination vicieuse, on appelle Romana, tandis que, en germanique, on la nomme Walonica). »

La phrase exprime nettement l'origine germanique du terme, qui est probablement issu d'un mot francique de l'époque, lui-même descendant du nom très ancien Walh qui daterait du proto-germanique du IVe siècle av. J.-C. L'adjectif Walonicus ou sa variante en français central Gualonicus signifient « en roman » et sont utilisés en opposition à l'adjectif Teutonicus qui veut dire « en germanique » : cette discrimination est de nature linguistique et non ethnique comme l’affirme John Ronald Reuel Tolkien dans son essai L'Anglais et le Gallois. Il désigne l'ensemble des populations romanes de la Gaule, mais son champ lexical se réduit vite pour ne désigner que les locuteurs d'une langue d'oïl, c'est-à-dire les habitants de la Neustrie comme on peut le voir dans un autre texte latin, où son emploi montre qu'il est probablement intégré au vocabulaire latin de l'époque : 
« pro duobus magistris linguae Vallonicae, ex civitate, vel diocesi Tornacensi oriundis (pour deux maîtres de langue d'oïl, originaires de la ville ou du diocèse de Tournai). »
Il s'agit d'un document relatif à l'évêché de Tournai où il est question de l'octroi de bourses pour des études de théologie à la Sorbonne. Il n'est pas fait mention de l'origine germanique de l'adjectif Vallonicae ce qui pourrait indiquer qu'il est entré dans l'usage latin de ce diocèse bilingue, à cheval sur des régions romanes et tudesques.

### Premières apparitions en roman
Ce n'est qu'à la fin du XIIIe siècle que sont attestés en langue d'oïl des mots apparentés à Wallon, comme walois dans le Tournoi de Chauvency datant de 1285. Jacques Bretel, l'auteur de ce long poème, y parle en ces termes d'un héraut d'origine alsacienne : 

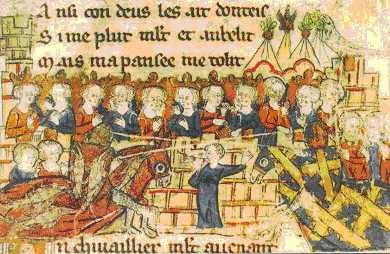
Détail du Tournoi de Chauvency

« Lors commenca à fastroillier / Et le bon fransoiz essilier, / Et d'un walois tout despannei / M'a dit "Bien soiez vos venei, /  Sire Jaquenet, volentiers" (Alors, il commença à baragouiner et à saccager le bon français, et en un walois tout écorché, il m'a dit : "Bien soyez-vous venei, Sire Jaquemet, volontiers" »
« Et d'un walois tout despannei » dans certains manuscrits est remplacé par « en un roman tout despannei ». Walois décrit la langue romane parlée dans une région proche de celles où l'on parle le germanique, c'est-à-dire la langue d’oïl. On retrouve aussi walesch(e), le féminin de walois, dans d'autres écrits, comme dans les Poésies de Gilles Li Muisis : « Car je piers men walesch (car j'en perds mon walesch) ». Walesch désigne également ici également la langue d'oïl, tout en ayant à Tournai le mot romans pour parler de celle-ci. Le suffixe -esche (issu du germanique latinisé -isca) servait à dériver en langue d’oïl, ainsi que sa variante normanno-picarde -eske, -esque, tout adjectif de nationalité féminin, ainsi parlait-on de tiesche langue « langue allemande », danesche langue « langue danoise », la gente englesche « les Anglais », etc. Le vocable walois n'est rien d'autre qu'une variante de gaulois, les dialectes d’oïl septentrionaux (normand septentrional, picard, wallon, champenois, bourguignon et bas-lorrain) ayant conservé le w- initial (noté [w] en API), d'origine germanique, parfois passé à [v] ultérieurement, alors qu'il est systématiquement passé à [gʷ], puis [g] plus au sud (d’où dans le français standard).
On peut aussi parler de Jean Wauquelin, translateur « natif du pays de Picardie » comme il se présente lui-même, qui utilise en 1447 dans sa mise en prose de la légende de Gérard de Roussillon le mot wallec et deux variantes wallecq et wallet. Il a également recours à ro(u)man, franc(h)ois, wallec et plus communément langue maternelle pour désigner cette langue qu'il ne distingue pas du français ou d'un dialecte, et qu'il ne rattache pas plus à une forme écrite qu'à une forme parlée. Wallec / Wallec est une forme picarde dont le s originel (wallesc) s'était déjà amuï à l'époque.
En 1477, dans les Doléances présentées à Marie de Bourgogne et dans le Grand Privilège – réponse de la duchesse à ces doléances – on retrouve l'expression Pays walecques.
Le linguiste belge Maurits Gysseling considère que « La forme walesch a certainement dû exister en néerlandais vers le XIe siècle. Seulement nos plus anciens manuscrits, où l'équivalent de wallon apparaît, ne datent que du XIIIe siècle, où ils donnent toujours la forme walsch ».
Avant le XIVe siècle, il y a également le verbe walesquier « parler un langage incompréhensible ». On le retrouve dans le Roman de Cassidorus composé par un auteur, que l'on suppose être Baudoin Butor, qui a vécu dans le nord du domaine linguistique picard et qui implique selon Henry l'existence préalable de wallesc et son utilisation par les locuteurs picards.
Albert Henry conclut que si le mot wallon a déjà pu exister à l'époque, ce qui n'est pas sûr, il y avait des termes concurrents qui pouvaient venir de différents autres domaines linguistiques adossés à des régions germaniques et qui ne se rencontraient, semble-t-il, que sur des aires peu étendues. Henry confirme également qu'il n'est pas ici question d'une dénomination ethnique, mais que les termes évoquent seulement une réalité de langage.

### Naissance deWallon
Le mot wallon est attesté pour la première fois dans la seconde moitié du XVe siècle sous la forme Vallons. C'est Jean de Haynin qui l'utilise dans un contexte où il s'oppose à Liégeois. Le chroniqueur raconte une escarmouche entre les troupes du duc de Bourgogne et la garnison liégeoise de Montenaken vers 1465 : « Les dis Liegeois crioite "Sain Denis et Sain Lambert", les Vallons et les Tiesons crioite "Mourregot". »
Selon Henry, il est caractéristique de trouver chez un auteur « bourguignon » cette première mention de Vallons, qui plus est côte à côte avec Tiesons. Son apparition est contemporaine des dernières apparitions des autres termes équivalents, comme le terme Wal(l)ec « de langue romane » dans le Grand Privilège de Marie de Bourgogne[réf. nécessaire].
La première attestation connue du terme Wallon avec un W initial, qui prend le sens de « habitant de la région romane des Pays-Bas », se retrouve chez Froissart, un chroniqueur originaire de la région de Mons-Valenciennes qui était officier dans les armées de Philippe le Bon et de Charles le Téméraire, c'est-à-dire dans le terroir picard et en milieu bourguignon.
« Wallon semble bien avoir été une création semi-savante, qui s'est substituée à un terme antérieur de même origine étymologique, mais à wal(l)ec plutôt qu'à walois, sur le modèle de tiesson… pour lequel notre plus ancien témoin est, comme par hasard, le hennuyer Froissart. »
 Le suffixe -on s'est substitué au suffixe initial -e(s)c ou -esch, car il est fréquent pour désigner des peuples (cf. Teuton, Letton, Breton, etc.). La forme initiale walesch, walesc est vraisemblablement basée sur un emprunt plus récent au néerlandais *walesch, *walec, non attesté et qui, comme le terme walois, gaulois, remonte au vieux bas francique *walhisk.

### Wallon auXVIesiècle
Le terme Wallon devient largement utilisé au XVIe siècle, non seulement dans la langue française mais aussi dans d'autres langues comme l'espagnol et l'anglais. Sa signification est par contre confuse, notamment parce qu'un rétrécissement sémantique a lieu : la différence entre la langue française et les parlers régionaux est perçue et c'est à la même époque qu'apparaît le terme dialecte<.

#### Jean Lemaire de Belges et l'acception régionale
Albert Henry estime que « personne ne nous a laissé sur ce mot  wallon un témoignage aussi précis et aussi précieux que celui de Jean Lemaire de Belges, ou de Bavai, dans le premier livre de ses Illustrations de la Gaule et singularitez de Troye, publiées en 1510 ou 1511 » :
« Nous disons encore aujourdhuy la ville de Niuelle estre en Romanbrabant, à cause de la difference du langage. Car les autres Brabansons parlent Thiois ou Teuthonique: Cestadire bas Alleman: Et ceux qui parlent le vieil langage Gallique que nous appellons Vualon ou Rommandz: Si comme le Rommand de la Rose. Et de ladite ancienne langue Vualonne, ou Rommande, nous usons en nostre Gaule Belgique: Cestadire en Haynau, Cambresis, Artois, Namur, Liege, Lorraine, Ardenne et le Rommanbrabant, et est beaucoup differente du François, lequel est plus moderne, et plus gaillard. »

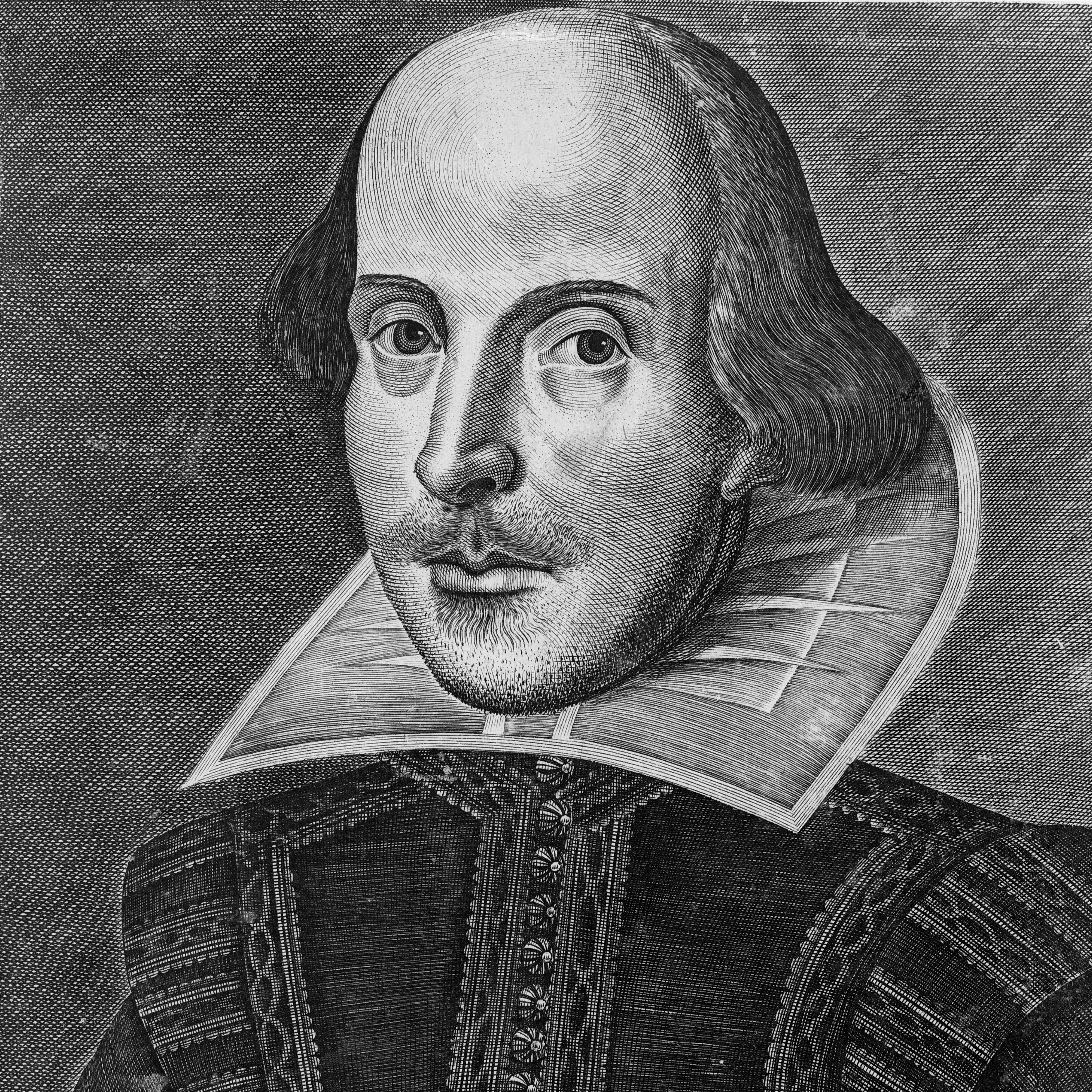
Dans la pièce Henry VI, William Shakespeare utilise le terme "walloon" pour désigner le pays wallon

La langue wallonne est donc considérée comme une langue romane régionale, que l'on retrouve dans les pays de langue romane des Pays-Bas. Cette définition est reprise en anglais dans le dictionnaire d'Oxford et dans le Henri VI de William Shakespeare. Shakespeare utilise le terme Walloon pour faire référence au pays wallon : "Lord Regent, and redoubted Burgundy, By whose approach the regions of Artois, Walloon and Picardy are friends to us" (Henri VI, Part I, Acte II, scène 2). Une note précise : "À cette époque, les Wallons [étaient] les habitants du territoire maintenant situé au sud de la Belgique et toujours connu comme le 'Pays wallon'.
À cette signification d'ensemble de parlers régionaux, certains auteurs contemporains de Jean Lemaire de Belges le distingueront, sans pouvoir en préciser l'aire géographique, des autres « dialectes » d'oïl. C'est le cas d'Henri Estienne qui marque la parenté entre le picard et le wallon : « Or, n'estoit l'incommodité de ceste prononciation il est certain que le parler des Picards en comprenant aussi les Wallons, seroit un dialecte qui pourroit enrichir nostre langage François. » ; de Claude Fauchet qui fait du wallon un roman rustique, de l'ancienne langue d'oïl ; ou encore de Pierre de Ronsard qui considère le Vvalon et le Picard comme un seul langage : « Oultre je t'advertis de ne faire conscience de remettre en usage les antiques vocables et principalement ceux du langage Vvalon et Picard, lequel nous reste par tant de siècles l'exemple naïf de la langue Françoise, j'entends de celle qui eut cours après que la Latine n'eut plus d'usage en nostre Gaule […] ».

#### L'acception «d'oïl» et l'acception «bourguignonne»
Le terme n'est plus seulement utilisé par des auteurs qui sont originaires des Pays-Bas. Par exemple, en 1530, l'Anglais John Palsgrave parle du wallon dans son Esclaircissement de la langue françoyse mais pour désigner la langue d'oïl ou langue française parlée dans les Pays-Bas bourguignons. L'historiographe espagnol Juan Cristobal Calvete de Estrella (vers 1520 – 1593) parle de la différence entre le français de Paris et la lengua Valona, mais il la considère comme une variante, sinon attardée et corrompue, de la langue française.
À cette époque, Wallon désigne encore la langue romane dans les régions de la frontière linguistique entre la langue française et les langues germaniques :
« L'acception la plus large, celle de langue romane ou langue d'oïl dans les régions qui confinent à la frontière linguistique depuis la Mer du Nord jusqu'en Lorraine, subsiste. »
Albert Henry donne comme exemple le témoignage d'Ambroise Paré qui parle dans son Voyage de Metz en 1552 d'un capitaine italien présent au siège de Metz qui parloit fort bon allemand, espagnol et wallon, avec sa langue maternelle.
Mais Henry en citant Maurice Bossard complète également cette longue frontière jusqu'en Suisse avec des textes du pays de Montbéliard, et des textes du Genevois François Bonivard qui utilise wallon et langage wallon pour désigner à la fois le « français parlé dans les territoires limitrophes des pays de langue allemande », le « français de Suisse romande », ou encore le « dialecte franco-provençal (des Valaisans) », et même le « roman ». Cet usage serait selon eux un emprunt depuis les œuvres de Jean Lemaire de Belges qui ne fut plus repris par Bonivard après 1551. Ils remarquent quand même que cet emprunt subsiste dans le langage scientifique jusqu'au début du XXe siècle, en témoigne la Grammaire du patois wallon du canton de La Poutroye (Schnierlach) de l'abbé Simon publié à Paris en 1900.
En ce qui concerne l'acception bourguignonne, c'est-à-dire basée sur l'extension géographique des Pays-Bas bourguignons, elle est encore mentionnée au XVIIe siècle par Louis de Haynin, seigneur du Cornet :
« La Belge selon qu'elle est, pour le présent, est un grand pays entre la France, l'Allemagne, et la mer Océane […] Elle se my-partit ordinairement en deux régions presque esgalles, c'est à scavoir en belge wallonne et belge allemande ou flamande, selon aucuns. La Wallonne a pour provinces l'Artois, Lille Douay et Orchies autrement dite Flandre gauloise ou wallonne: Cambresis, Tournesis, Haynaut et l'Estat de Valencennes, Namur, Lothier ou Brabant wallon, Luxembourgues et Liége. »
Cette acception persistera jusqu'au XXe siècle, moins dans l'usage que dans les encyclopédies, que ce soit pour les Wallons ou le wallon, comme dans le Larousse du XXe siècle de 1963 : « Wallons, population de la moitié sud-orientale de la Belgique (à part l'arrondissement d'Arlon dans le Luxembourg belge) et débordant sur les départements français limitrophes du Nord, de l'Aisne et des Ardennes », la même chose pour le dialecte.
Jules Feller, cité par Henry qui déclare ne pas être en mesure de le confirmer, écrit encore en 1920 :
« Aujourd'hui encore, non seulement la population de Belgique romane, mais encore au-delà de nos frontières, celle de la Flandre française, Lille, Douai, Arras, Valenciennes, Cambrai, Avesnes, de la Thiérache, du Rethelois, de l'Ardenne, se donnent le nom de Wallons, déclarent parler le wallon. »
Albert Henry conclut quand même qu'en 1963, l'acception bourguignonne donnée par Feller n'existe plus et que le mot Wallons sert « à désigner les habitants de la Wallonie ».

#### Wallonetroman
Albert Henry a regroupé une collection de documents qui attestent de l'équivalence du mot wallon à roman mais que ce dernier est bien antérieur à wallon. Il donne les exemples du Brabant wallon et de la Flandre wallonne qui ne remplacent des appellations comme Roman Pays de Brabant, Roman Brabant ou de Flandre gallicane qu'à partir du XVIIe siècle. Il donne également les contre-exemples de la partie romane du duché de Luxembourg, Roman Pays de Luxembourg, et du pays gaumais, la Romance Terre, qui restent la partie romane de l'électorat de Trèves.

#### L'erreur d'Étienne Pasquier
De manière anecdotique, on a longtemps cru que le terme Wallon venait du terme Gaulois parce que les Latins, selon d'anciens érudits comme Étienne Pasquier, ne peuvent prononcer le G de Gaulois. Cette erreur de Pasquier est probablement la base de Jean Bodin quand il écrit une anecdote de son cru célèbre pour le jeu de mots « Où allons-nous ?/Wallons-nous ? » :
« 42. […] C'est probablement de Pasquier que s'inspirait Jean Bodin, lorsqu'il écrivait cette savante anecdote étymologique, relevée déjà dans Stengers 1948 : "Ouallonnes enim a Belgis appelamur [nous, les "Gaulois"], quod Gallis veteribus contigit, quuum orbem terrarum peragrarent, ac mutuo interrogantes qaererent ou allons-nous, id est quonam profiscimur? ex eo credibile est Ouallones appellatos quod Latini sua lingua nunquam efferunt, sed g lettera utuntur." […] ce que P. Mesnard qui traduit l'édition définitive de 1572 (Alger, 1941, p. 346) rend en français : "Nous sommes appelés Wallons par les Belges, parce qu'il arrivait aux anciens Gaulois, lorsqu'ils parcouraient la terre, de se demander mutuellement Où allons-nous?, c'est-à-dire : "Vers quel endroit portons-nous nos pas? Et il est en effet probable qu'ils en tirèrent le nom de "Ouallons", ce que les Latins ne peuvent prononcer sans transformer le mot par l'utilisation de la lettre G."Henry 1990, p. 112 »
Le jeu de mots « Wallons-nous ? » est encore utilisé de nos jours, comme titre d'une émission culturelle (langue wallonne), à la RTBF, Wallons-nous, comme nom d'une ASBL wallonne organisant des voyages culturels .

### WallonauXVIIesiècle
Le contenu sémantique du terme wallon bouge peu durant le XVIIe siècle, mais on fait de plus en plus la différence entre langue française et parler wallon. Albert Henry donne comme exemple une citation de Dominique Bouhours qui juge qu'« un hollandois a bien la mine de confondre le François avec le Wallon » à propos d'Érasme qui avait critiqué la langue française. Toutefois, Henry estime qu'il est « souvent difficile de savoir s'il faut entendre par wallon un dialecte nettement perçu comme tel, ou un françois très régionalisé. »

#### Emplois spécifiques
À la même époque, on retrouve le terme wallon dans d'autres situations et il passe même dans d'autres langues[réf. nécessaire].
Gardes wallonnes

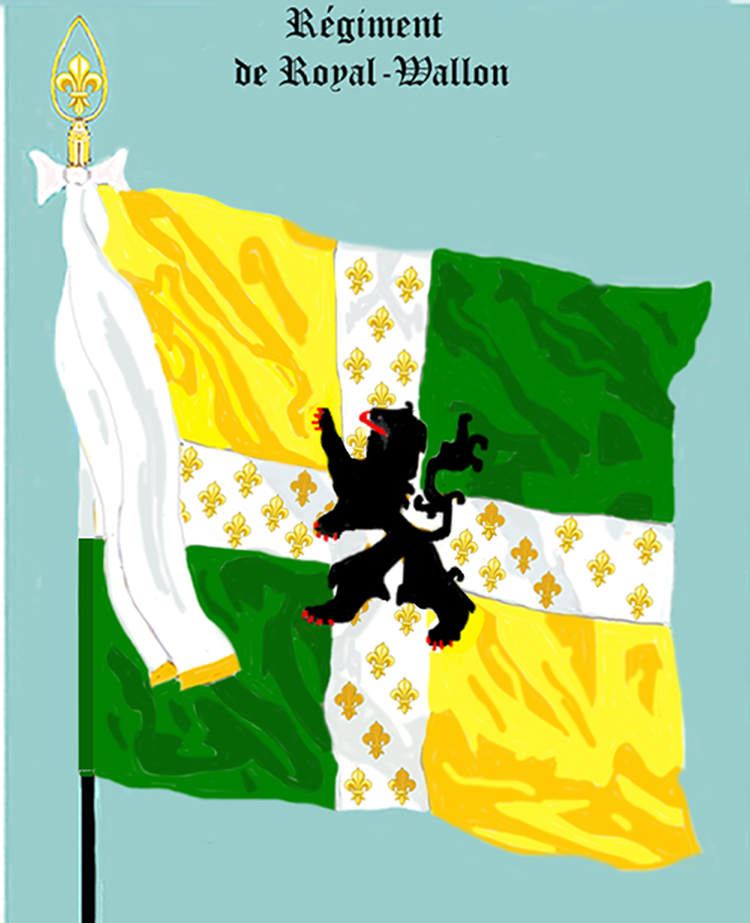
Drapeau d'ordonnance du Régiment Royal-Wallon, au service du roi de France.

Les « infanteries wallonnes » de Charles Quint, descendantes des compagnies « wallonnes » des ducs de Bourgogne levées surtout dans les Pays-Bas de langue romane, vont par leur excellente réputation permettre au terme wallon d'être connu dans toute l'Europe et même dans le Nouveau Monde. Unités d'élite incorporées dans la garde royale, leur rôle pour l'Espagne était important, à tel point que Gaspar de Guzmán jugea que « la sécurité de l'Espagne dépend entièrement de la présence de ces Vallones ».
Une des plus anciennes mentions des gardes wallonnes est celle, guère flatteuse, de Pierre Pithou dans sa Satire Ménipée :
« O Paris, qui n'es plus Paris, mais une spélonque [caverne] de bestes farouches, une citadelle d'Espagnols, Wallons et Neapolitains, un asyle et seure retraite de voleurs, meurtriers et assassinateurs, ne veux-tu jamais te ressentir de ta dignité, et te souvenir qui tu as esté, au prix de ce que tu es »
Bossuet dans son Oraison pour le prince de Condé rendra un plus glorieux hommage à cette formation militaire : « L'armée ennemie est plus forte, il est vrai ; elle est composée de ces vieilles bandes wallonnes, italiennes et espagnoles, qu'on n'avait pu rompre jusqu'alors ».
Le terme wallon est utilisé dans le domaine militaire pendant encore longtemps, le « régiment des gardes wallonnes » sera au service de l'Autriche durant tout le XVIIIe siècle et en Espagne jusqu'en 1822[réf. nécessaire]. L'« épée wallonne », une épée à lame droite et large à deux tranchants, ancêtre du sabre de cavalerie, sera utilisée par plusieurs armées, notamment par la cavalerie française, sous Louis XIII et Louis XIV. Des régiments wallons seront au service des Provinces-Unies du XVIIe siècle au XVIIIe siècle.
Église wallonne

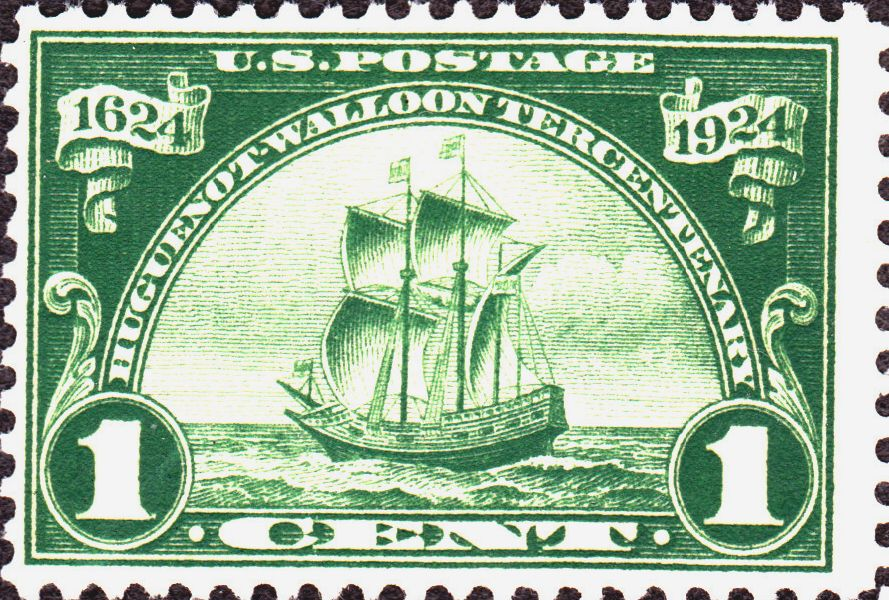
Timbre commémoratif de l'arrivée des Huguenots et des Wallons en Amérique.

Les calvinistes des Pays-Bas méridionaux ont fui les guerres de religion et nombre d'entre eux se sont installés à l'étranger, particulièrement dans les Provinces-Unies et ses colonies (mais aussi en Angleterre ou en Allemagne) où ils furent appelés « réformés wallons » (« Waalse hervormden ») et où ils fondèrent des « églises wallonnes » (Waalse kerken)[réf. nécessaire].
Wallons de New York
Certains réfugiés protestants wallons s'installent dans le nouveau monde, notamment en Nouvelle-Belgique avec La Nouvelle-Amsterdam qui allait devenir plus tard la ville de New York. Bien que le nom Wall Street (signifiant « rue du mur » en anglais) tienne de l’existence d’un seul et même mur, à la place de la rue actuelle, les plans de La Nouvelle-Amsterdam montrent deux noms différents pour cette rue. « De Waal Straat » (nom néerlandais) ne se rapporte pas à un mur, mais à un important groupe de colons wallons qui participèrent à la création de la Nouvelle-Belgique puis de La Nouvelle-Amsterdam, puisque étymologiquement, en néerlandais, un Wallon se dit « Waal ». En effet, vers 1630, la population totale de Nouvelle-Néerlande était de 300 personnes, dont une grande majorité de Wallons. La baie de Wallabout, située au nord de Brooklyn, tire son nom d'une déformation du néerlandais Waal bocht qui veut dire baie wallonne, nom choisi à cause de l'implantation de plusieurs familles wallonnes.
Wallons de Suède
À cause de difficultés économiques et des guerres de religion, cinq à dix mille personnes du sud-est des Pays-Bas méridionaux, de la principauté de Liège et de Lorraine émigrèrent en Suède sous l'impulsion de Louis De Geer pour y travailler dans l'industrie du fer. Les Suédois les nomment les Valloner.

#### L'espagnolValona

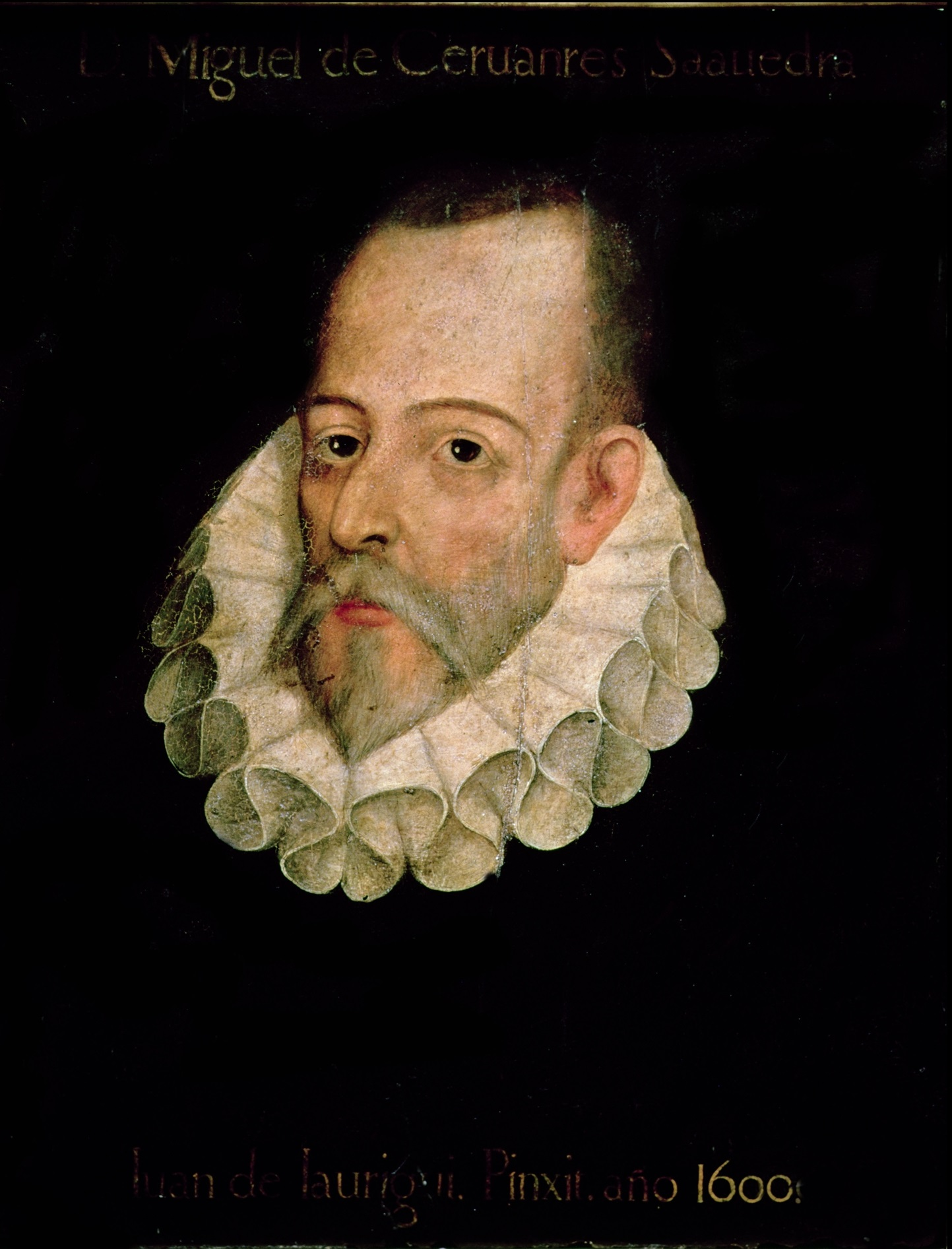
Portrait supposé de Cervantes.

Par l'importance et le prestige des gardes wallonnes auprès de l'Espagne, le terme wallon a vite été emprunté dans la langue de Cervantès, et par Miguel de Cervantes lui-même.
Albert Henry, dans son livre Histoire des mots Wallon et Wallonie, a répertorié un certain nombre d'utilisations du mot valón et de ses dérivés dans quelques œuvres de Cervantes, notamment le Don Quichotte ou le Rinconete et Cortadillo :
« En Espagne, c'est l'emprunt linguistique qui manifeste de la manière la plus frappante la renommée des régiments wallons. Dans la seconde partie du Don Quichotte et dans certaines de ses Nouvelles exemplaires, Cervantes, si fin connaisseur de toutes les richesses de sa langue, même les plus nouvelles, se sert du substantif valona, qui désigne un col de chemise particulier, un rabat de toile ou de dentelle, du substantif valones "espèce de culotte" et de l'expression a la valona, caractérisant soit cette culotte, soit une façon de disposer des plumes sur un chapeau : a la valona "à la wallonne", c'est-à-dire "à la manière des militaires appartenant aux régiments wallons", et non "à la manière des Wallons". »

### Wallon auXVIIIesiècle
Pour illustrer l'usage du terme wallon au XVIIIe siècle, Albert Henry donne le témoignage d'un historien anglais de l'époque. Selon Henry, James Shaw a fait une erreur quant à l'origine de wallon, mais a bien vu que le terme visait une différence linguistique :
« Il y a une distinction vraiment remarquable dans les Provinces des Pays-Bas Autrichiens. Quelques-unes sont flamandes, les autres sont appelées Provinces Vallones. La différence de langage occasionne cette distinction. La langue vallone qui est parlée dans les Provinces qui portent ce nom, diffère essentiellement du langage flamand que l'on parle dans les autres Provinces. Elle est l'ancienne langue françoise sortie des ruines du latin sous Charlemagne, et on la parloit en France ainsi que dans les Provinces vallones, pendant les siècles qui suivirent les règnes de ce Monarque. Ce vieux langage fut nommé Romance ou Gaulois, et le nom de Vallon en dérive. La France par un raffinement gradué a épuré ce vieux Gaulois, et l'a changé en une langue plus douce et plus élégante que l'on parle aujourd'hui dans ce royaume; mais les Provinces vallones des Pays-Bas ont gardé leur ancien langage plus rude, mais hardi et énergique. Les Comtés de Hainaut et de Namur composent les Pays Vallons avec l'Artois qui n'est plus une Province autrichienne. Le nom et le langage vallon s'étendent aussi à une partie des Provinces voisines. La portion de Brabant qui borde le Hainaut et le Namurois, est nommée le Brabant vallon. La ressemblance de langage paroit avoir influé dans beaucoup d'occasions. Dans les guerres allumées par la tyrannie de Philippe Second, les Provinces vallones plus attachées à l'ancienne religion se séparèrent les premières des autres Provinces, embrassèrent les propositions du Prince de Parme, et se réconcilièrent avec l'Espagne. Les troupes vallones levées dans des pays où le commerce est moins en vigueur, et dont le territoire touchant à la France a été souvent le théâtre de la guerre, furent renommées par leur esprit martial, et composèrent la fleur des armées de Philippe et de ses descendants. »

#### Les Wallons et les Liégeois
La distinction entre Wallons et Liégeois, qui a débuté avec Jean de Haynin vers 1470, est toujours de mise jusqu'à la fin du XVIIIe siècle. Cette distinction a été étudiée par Jean Stengers dans un article qu'Henry considère comme décisif. En ce qui concerne la distinction, Albert Henry cite pour le XVIIe siècle l'Espagnol Alonso Vázquez, le père Louis Hennepin en 1697 ; Braunius en 1700. Dans le Dictionnaire de Trévoux de 1752, on définit Wallon, -onne par « qui signifie Gaulois, à tous les peuples des Pays-Bas dont le langage naturel est un vieux François: tels sont ceux de l'Artois, du Hainaut, du Namurois, du Luxembourg et d'une partie de la Flandre et du Brabant ». Dom Jean François donne la même définition dans son Dictionnaire roman de 1777.
En s'appuyant sur les travaux de Stengers, Albert Henry déclare qu'avant 1770 « on ne trouve pas un seul emploi concret de Wallon pour désigner, en même temps, les "bourguignons" et les "principautaires" ; mais la distinction, c'est dans une catégorie bien définie de documents qu'elle apparaît, des "textes qui voient les choses de l'extérieur, c'est-à-dire de l'extérieur des Pays-Bas du Sud et de la Principauté de Liège." »
Il ajoute également que la distinction entre Wallons et Liégeois est politique, et pas linguistique :
« On devine que ce phénomène est lié à l'indépendance politique de la principauté de Liège jusqu'en 1793. Fort probablement aussi, l'enrôlement des Liégeois, d'une part, et des Romans des Pays-Bas, d'autre part, dans des armées différentes a-t-il joué un rôle important dans la naissance et l'affermissement d'une distinction qui, du point de vue linguistique, n'avait aucune raison d'être. »
Par contre, quand le terme wallon n'est utilisé que pour parler de la langue, il n'est pas écarté pour les Liégeois, y compris par eux-mêmes. Wallon et langue wallonne figurent dans de nombreux textes du XVIe siècle au XVIIIe siècle, dont certains Liégeois, pour désigner tantôt le français régional, tantôt le patois. Et au XVIIe siècle, la principauté distingue même institutionnellement ses « villes wallonnes » et ses « villes thioises ».

### Wallon auXIXesiècle
L'époque de la République et de l'Empire Français, puis celle du royaume uni des Pays-Bas et enfin l'indépendance belge changent considérablement l'environnement politique et linguistique des anciens Pays-Bas autrichiens. Et cela a des répercussions sur la sémantique du terme wallon, sans parler de la spécification dialectale de plus en plus précise.

#### L'acception belge
Avec l'indépendance de la Belgique, la sémantique du wallon se définit de plus en plus par rapport à ce nouvel État. Les acceptions antérieures deviennent désuètes et ne subsistent que dans des expressions d'historiens[réf. nécessaire].
Le nouveau concept de Wallonie naît durant la seconde moitié du XIXe siècle et s'impose avec les affirmations politiques du Mouvement wallon, les « Wallons » ne symbolisant bientôt plus comme l'a dit Albert Henry que « les hommes nés en Wallonie et qui y vivent ou qui, émigrés à Bruxelles à l'âge adulte, ont toujours la conscience et le désir de rester, sentimentalement et culturellement, ce qu'ils étaient. »
Le terme Wallons est alors utilisé en opposition au terme Flamands, dans le cadre de ce clivage linguistique en Belgique.

#### Précisions dialectales
C'est durant le XIXe siècle que le sens dialectologique du mot wallon va se préciser, non sans confusion et sans peine. Pour les linguistes, et Henry le reconnaît, il est difficile de savoir si dans les textes anciens le terme wallon désigne un dialecte ou une forme plus ou moins régionalisée du français. De plus, la question se pose de savoir si les auteurs de l'époque avaient vraiment conscience de réalités distinctes. Pour autant, Henry considère que certains auteurs parlent d'une réalité dialectale, comme Henri Estienne, Claude Fauchet ou Pierre de Ronsard.
Le sens dialectal du terme wallon est également attesté au XVIIIe siècle, par exemple dans une Pasquée wallonne, c'est-à-dire en patois liégeois, en 1753, ou dans une pièce en dialecte écrite en l'honneur du prince-évêque Charles-Nicolas d'Oultremont en 1763 où le walon est cité face à l'allemand, au français et au tîhon.
Mais dès le dernier quart de ce siècle, les lexicographes amateurs et les philologues de l'ancien français ressentent le besoin d'une terminologie plus exigeante pour tous les dialectes. Les premiers à prendre du recul à ce niveau et à mettre de l'ordre sont les philologues allemands, les Belges et les Français tardent à prendre pleinement conscience des différences dialectales. Une des premières grandes distinctions du dialecte wallon est celle du philologue allemand Wilhelm Altenburg qui précise que l'aire du wallon ne peut se restreindre au liégeois ni s'étendre au picard.
Joseph Dejardin en 1866 circonscrit également le wallon et la « Wallonie aux patois des provinces de Liège, Namur et Luxembourg » et en 1892, Jules Simon délimite avec précision par une série d'isoglosses sur une carte à l'ouest du « quadrilatère wallon » la zone de transition entre wallon et picard. Il s'agit là du dernier rétrécissement sémantique subi par le terme wallon et le mot Wallonie, rapportés à une réalité dialectale, tout en gardant un sens plus large dans le cadre du clivage linguistique au sein de la politique intérieure belge.

## Histoire des dérivés toponymiques
Le principal dérivé toponymique est le substantif Wallonie qui est très récent, du moins en français[réf. nécessaire].

### Les provinces wallonnes et laWaloniaduXVIesiècle

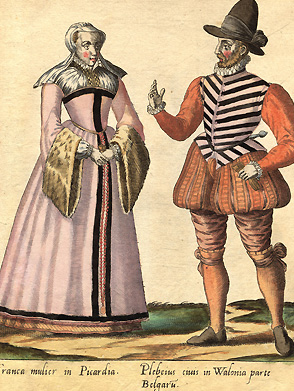
Plebeius civis in Walonia parte Belgarum

Henry soupçonne que « c'est à partir de ce seizième siècle que l'expression provinces wallonnes se charge parfois d'un contenu politique, lorsqu'elle évoque, aux Pays-Bas, la communauté de langue française s'affirmant en face de l'ensemble des provinces thioises. » C'est par exemple le cas de Thierri d'Offegnies, un député du Hainaut, qui en parle dans ce sens dans un rapport aux États Généraux à propos d'une « ligue particulière entre les provinces wallonnes ».
Jean Germain signale qu'au XVIe siècle, on retrouve le terme Walonia sur une gravure qu'il attribue à Jean-Jacques Boissard datant de 1581 et illustrant les costumes de l'époque. On y voit un plebeius civis in Walonia parte Belgarum à côté d'une femme lorraine (Mulier Lotharinga), d'une femme du Hainaut (Mulieris in Hannonia gentilis habitus) et d'une femme française de Picardie (Franca mulier in Picardia). En revanche, la gravure ne permet pas de donner un sens et une localisation exacts de cette Walonia. Germain s'interroge :
« Il est déjà intéressant de noter que in Wallonia parte Belgarum s'oppose ou du moins se distingue clairement de in Hannonia et à de in Picardia. Faut-il voir, dans cette différence de terminologie, une opposition ? Ou bien doit-on conclure que — s'agissant de la seule représentation de l'homme par rapport aux trois femmes — le terme in Walonia parte Belgarum englobe, dans son acception, le Hainaut, la Picardie et — ce qui serait plus étonnant — la Lorraine ? »

### Organisation territoriale des religieux auXVIIesiècle

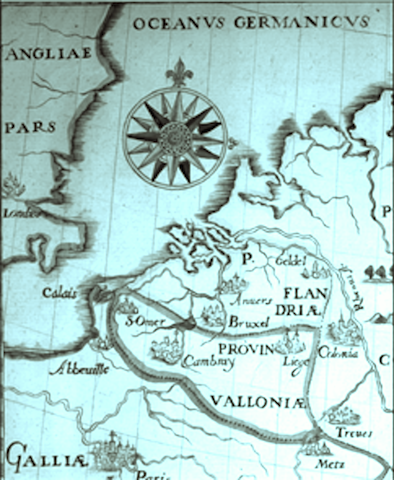
Carte de la Provincia Walloniae des Capucins

Au XVIIe siècle, on réorganise les provinces ecclésiastiques et l'on crée de nouveaux évêchés dans les Pays-Bas. La constitution pontificale tient alors compte non seulement des limites des provinces politiques mais aussi de la langue des populations. On voit donc plusieurs ordres religieux établir au XVIIe siècle des provinces distinctes par rapport aux provinces politiques et nommer diversement la romane de gallo-belgique, gallo-belge, et un peu plus tard, wallo-belge ou wallo-belgique. Le vocable Wallonia, également sous diverses graphies, apparaît lors de cette réorganisation ecclésiastique.
C'est le cas de l'ordre des Capucins qui crée à l'occasion une Provincia Walloniae ou Wallonica dès 1616 et attestée en 1618 et 1622. Le romaniste Jean Germain a étudié quelques-unes de leurs cartes dans un article scientifique appelé « La préhistoire "latine" du mot Wallonie ». Ces cartes ont été rassemblées par Julien Lambert, un historien d'origine liégeoise de Nivelles.
Pour leurs cartes, les Capucins utilisaient soit le substantif Wallonia/Vallonia soit l'adjectif wallonica/vallonica. Quant à l'extension géographique de la province en question, elle varie selon les cartes. Les termes n'existent qu'en langue latine, et rien ne permet de dire que le terme équivalent existait en roman, même si Jean Germain imagine « une prise de conscience d'une même appartenance culturelle ou linguistique » et que des militants wallons comme José Fontaine la considèrent comme avérée.

### Provinces wallonnes et Pays wallon
Avant l'invention du terme Wallonie pour désigner les terres romanes des Pays-Bas méridionaux ou de Belgique, on utilise des périphrases comme pays wallon ou terre wallonne. Albert Henry avance deux expressions, d'abord provinces wallonnes déjà employée au XVIe siècle et pays wallon, « plus rarement attestée avant le dix-huitième siècle »,. Ces deux expressions désignaient « avant le dix-neuvième siècle, un territoire plus vaste que celui de la Belgique romane ». L'emploi de ces deux expressions va fusionner avec l'acception de la Belgique romane sous la République et l'Empire Français et le royaume uni des Pays-Bas pour être plus courant après l'indépendance de la Belgique. On peut citer Jules Michelet qui utilise pays wallon :
« Quoi de plus français que ce pays wallon ? Il faut bien qu'il en soit ainsi pour que, là, justement, au plus rude combat des races et des langues, parmi le bruit des forges et des armuriers, éclate en son charme si pur notre vieux génie mélodique. »
Ces expressions restent tout de même d'actualité et continuent d'être utilisées, notamment pour leur portée poétique, comme par José Fontaine :
« On passa outre. Dès le retour de Léopold III, des dizaines d'attentats à l'explosif détruisirent des lignes de chemin de fer et des centrales électriques. 500 000 grévistes firent entrer une grande partie du pays wallon en dissidence. »

### Immigration wallonne
Il existe aux États-Unis une petite zone du Wisconsin, autour de Green Bay, où l'on parle le wallon, en raison d'une émigration assez importante au XIXe siècle. Plusieurs localités du Wisconsin conservent dans leur nom la trace de cette immigration : un lac de l'État du Michigan porte le nom de Walloon Lake, en référence à des colons wallons qui s'y seraient installés au XIXe siècle.

### Naissance du motWallonie
La première mention reconnue du terme Wallonie est apparue en novembre 1842 dans un Essai d'étymologie philosophique du philologue et anthropologue namurois, l'abbé Honoré Chavée. Le terme désigne le monde « roman » par opposition au monde germanique. Chavée se fonde sans doute sur l'acception ancienne du mot wallon :
« La renommée (elle est souvent injuste) depuis longtemps n'a de voix pour proclamer la prééminence de l'Allemagne dans le domaine de la philologie, et ne répète point les grands noms que la France, ou, pour parler plus juste, la Wallonie peut inscrire dans le temple de l'érudition. »
Selon Albert Henry, le mot n'est pas lié au Wallonia latin : « Il semble que cette forme Wallonia n'ait eu aucun correspondant ni aucune descendance dans les parlers vernaculaires. », et cela est confirmé par Germain : « Il n'est certainement pas question de remettre en cause l'opinion d'Albert Henry selon laquelle il n'y a aucun lien de parenté direct entre cette Wallonia et la Wallonie politique et culturelle émergeant au XIXe siècle dans le contexte de l'État belge récemment créé ».
En 1844, le même mot est utilisé pour parler de la Wallonie qu'Albert Henry – militant wallon – considère comme véritable. François-Charles-Joseph Grandgagnage, écrivain et magistrat d'origine namuroise et oncle de Charles Grandgagnage, l'initiateur de la philologie wallonne, écrit le terme par deux fois dans son article Deux wallonades nouvelles par l'auteur d'Alfred Nicolas :
« Mes chers wallons, par tous les Saints de la wallonie, je vous en conjure; soyez donc vous-même; et quand on fait des sonnets à Paris, faites bien vite autre chose, précisément parce qu'on en fait à Paris. On ne fait pas là-bas des Remorqueurs, mais je conviens que les sonnets, les sonnets, les éternels sonnets sont infiniment plus faciles. »
« […] Oh! bien décidément nous voilà nageant en pleine eau de walonie. Mais je ne sais; j'éprouve une sensation indéfinissable. C'est du malaise, de la peine et de la tristesse. C'est une émotion qui n'a point de nom dans le langage des hommes. […] »
Le mot est écrit sous deux graphies différentes, ce qui permet à Henry de s'interroger sur le possible symbole de la naissance du mot. Mais il désigne « cette fois, plus ou moins nettement, la partie romane du jeune État unitaire Belgique.»
Le terme semble être à l'origine un mot de philologues et d'historiens qui l'utilisent dans des revues comme la Revue de Liège ou dans le cadre de la Société liégeoise de littérature wallonne. Il reste surtout connu dans des cercles spécialisés, ceux des « philologues, d’historiens et de régionalistes, namurois et liégeois essentiellement », néanmoins Jean-Pol Hiernaux dans le cadre de l'Encyclopédie du Mouvement wallon a trouvé des utilisations du mot en dehors de ces cercles. Il faut attendre 1886 pour que le terme acquière alors une certaine visibilité grâce à Albert Mockel : il l'adopte comme titre pour sa revue littéraire La Wallonie lancée cette année-là à Liège. À partir de ce moment, le mot Wallonie désigne « la Belgique romane au sud de la frontière qui sépare les patois flamands des dialectes romans, de Ploegsteert jusqu'à l'Hertogenwald. »

### Wallonie, concept du mouvement wallon

Drapeau officiel de la Wallonie inspiré du tableau créé en 1913 à l'initiative de l'Assemblée wallonne

Avec le clivage linguistique et l'émergence d'un mouvement wallon dans la politique belge, un « contenu conceptuel et affectif » de nature politique s'ajoute au mot Wallonie. Selon Albert Henry, « trois moments surtout ont animé une conscience latente, car ils ont touché en même temps la réflexion, l'affectivité et l'imagination » du mouvement wallon et ont chargé les termes wallon et Wallonie :
- en 1912 : le Congrès national wallon crée l'Assemblée wallonne et Jules Destrée publie peu de temps après sa Lettre au Roi sur la séparation de la Wallonie et de la Flandre ;
- en 1940 : l'Allemagne dans le cadre de la Flamenpolitik renvoie les prisonniers de guerre flamands dans leur famille tandis que les prisonniers wallons sont retenus dans les camps de captivité et de travail ;
- en janvier 1961 : « les grèves, parfois violentes, surtout dans les provinces de Liège et de Hainaut - première manifestation vraiment populaire d'une volonté politique wallonne »[84].

### Wallonie dialectale

Wallonie dialectale dans la Belgique romane.

Avec le dernier rétrécissement sémantique, le terme Wallonie peut se restreindre comme le terme wallon à la seule langue wallonne stricto sensu tout en gardant le sens lié à la Belgique romane ou encore celui de la Wallonie politique et l'identitaire du mouvement wallon. Les travaux d'Alphonse Maréchal, de Charles Bruneau, les cartes d'Elmer Bagby Atwood et de Louis Remacle ont permis de circonscrire la Wallonie dialectale comme la nomme Albert Henry même si d'autres linguistes comme Jules Feller et Joseph Dejardin ont simplement utilisé le terme Wallonie, mais cela bien avant son utilisation importante par le Mouvement wallon durant le XXe siècle.
Pour lever les ambiguïtés entre les parlers strictement wallons et les autres parlers de la Belgique romane, on[Qui ?] a proposé le terme belgo-roman pour désigner ces derniers[réf. nécessaire].

### Région wallonne
Le clivage linguistique qui prend des proportions énormes durant les années 1960 aboutit le 31 décembre 1970 à l'inscription dans la Constitution belge non seulement des Communautés mais aussi de Régions, notamment la Région wallonne. Le mot Wallonie ne figure pas dans les textes officiels, mais est maintenant utilisé de façon générale pour désigner cette entité politique et administrative tout en continuant à faire référence au concept « géo-social » promu par le Mouvement wallon. C'est le cas par exemple pour l'Union des Villes et des Communes de Wallonie, l'asbl financée par les pouvoirs communaux de la Région wallonne.
Concernant l'absence de reconnaissance dans les textes de loi du terme Wallonie, Albert Henry s'interroge :
« Mais est-ce là un produit de la nostalgie unitariste, Région wallonne, expression affectivement neutre, évoquant beaucoup moins la notion d'entité vivante que le terme Wallonie, bien plus chargé de rancœurs, de désirs, de passions et d'histoire…? »
Le mouvement wallon veut faire reconnaître le mot Wallonie en lieu et place de Région wallonne comme le linguiste Jean-Marie Klinkenberg propose dans un article de la revue Toudi en 1992 « Et évidemment, on ne parlerait plus de région wallonne, mais simplement de Wallonie ». Ce souhait est partiellement réalisé politiquement, le gouvernement wallon en 2010 adopte une note d'orientation pour promouvoir le terme « Wallonie » en lieu et place de « Région wallonne » afin de favoriser la « naissance d’une conscience collective ». Le Parlement wallon prend la même mesure avec « Parlement de Wallonie » en septembre 2015. Toutefois ce n'est pas reconnu par la loi fondamentale du Royaume.
Pour certains militants wallons, comme François Perin, le terme Wallonie désigne la région linguistique de langue française plutôt que la Région wallonne : 
« Il s'agit ici de la Wallonie au sens courant du terme qui correspond à la « région linguistique française » de l'article 3 bis de la Constitution et non à la région wallonne officielle de l'article 107 quater de la Constitution qui comprend 9 communes allemandes. »

## Autres membres de la famille lexicale deWallon
- Wallon(n)ade : récit en vers français, défini par Joseph Grandgagnage comme un « petit poème national, qui cherche à célébrer nos charmants paysages, mais surtout à réveiller les beaux et nobles souvenirs de la patrie bien-aimée. »
- Wallingant : « formé sur le modèle de flamingant, il se dit de celui qui mène une politique active, inspirée avant tout par la considération de la Wallonie et de ses intérêts »[94]. A donné Wallingantisme.
- Wallonner : verbe inusité de nos jours signifiant « avoir le parler pâteux, comme les Wallons » trouvé dans le Nouveau Larousse Universel de 1949 et dans d'autres dictionnaires plus anciens. Inconnu en Belgique.
- Wallonisme : « tournure ou mot propre au wallon », dans la terminologie linguistique ou philologique.
- Walloniser : « donner une terminaison ou une inflexion wallonne (au français) ».
- Walloniste : « érudit, philologue qui, en Belgique, étudie les dialectes wallons ».

### Signification batelière
Dans une « note tardive », Albert Henry avance qu'au XIXe siècle jusqu'à la Seconde Guerre mondiale, le terme wallon substantivé est également utilisé dans la batellerie pour désigner « un chaland de bois (chêne et orme), sans quille, à fond plat et à bords droits, qui était réservé à la navigation intérieure dans le département du Nord, en Flandre occidentale et en Hainaut (?). »